# Benoy Krishna Tikader
Benoy Krishna Tikader, född 1928 i Khulna, död den 12 augusti 1994 i Calcutta, var en indisk araknolog och entomolog. Han är författare till det mest omfattande verket om indiska spindlar, Handbook of Indian Spiders.
Auktorsnamnet Tikader kan användas för Benoy Krishna Tikader i samband med ett vetenskapligt namn inom zoologin; se Wikipedia-artiklar som länkar till auktorsnamnet.